# Delfino (U-Boot, 1892)
Das R.Smg. Delfino war das erste U-Boot der italienischen Marine.

## Geschichte
Die Geschichte der italienischen U-Boote begann im Jahr 1889, als unter der Leitung des Marineingenieurs Giacinto Pullino im Marinearsenal La Spezia mit dem Bau des U-Bootes Delfino begonnen wurde. Bei dem 1892 vom Stapel gelaufenen Schiff handelte sich um ein 24,40 m langes und 2,90 m breites spindelförmiges U-Boot mit kleinem Turm, das über Wasser 98 Tonnen verdrängte. Der Vortrieb erfolgte zunächst nur durch einen Elektromotor, der die Schraube am Heck antrieb. Die Energie lieferte ein Bleiakkumulator mit 216 Zellen, der immer wieder an Land aufgeladen werden musste. Zur Steuerung verfügte es über jeweils ein Ruder an Heck und Bug. Mittels Ballasttanks in Heck und Bug wurde die Tauchtiefe und die Trimmung eingestellt. Zusätzlich konnte mittels mehrerer 30 kg schwerer Bleigewichte, einem Höhenruder am Bug und jeweils einem Propeller vor und hinter dem Turm die Trimmung abgestimmt werden. Als Bewaffnung verfügte die Delfino über zwei Torpedos mit einem Durchmesser von 35 cm, die vor dem Turm nebeneinander befestigt waren. Auf Grund etlicher Experimente und Rekonstruktionen konnte das Boot erst im Jahr 1896 in Dienst gestellt werden. 

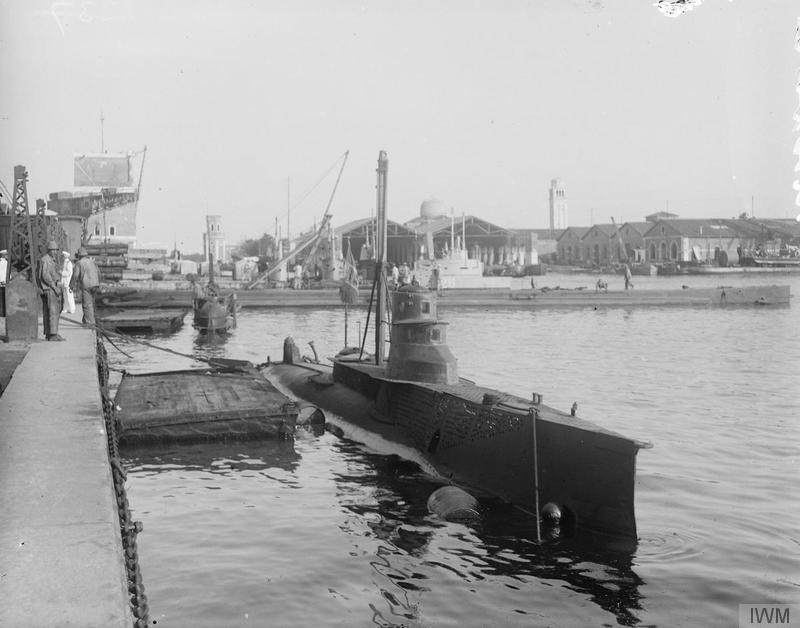
Die Delfino im Arsenal von Venedig vor der Installation des 2 m hohen Ansaugrohrs

1900 wurden die Halterungen für die Torpedos entfernt und ein Torpedorohr mit einem Durchmesser von 45 cm in die Spitze am Bug eingebaut. 1901 wurde ein Vertikalpropeller entfernt und zur Frischluftzufuhr ein Luftschacht hinter den Turm gesetzt. Von 1902 bis 1904 erfolgte ein größerer Umbau, in dessen Verlauf unter anderem ein Benzinmotor mit 130 PS, zum Laden der Batterien bei Überwasserfahrt, eingebaut wurde. Außerdem wurden der zweite Vertikalpropeller, der sich nicht bewährt hatten, entfernt und ein weiteres Höhenruder am Heck installiert. Das U-Boot erhielt einen stärkeren Elektromotor, einen wesentlich größeren Turm, einen flachen Aufbau vor dem Turm und ein Kleptoskop. Nach der Umrüstung wurde die Delfino von dem Hochseeschlepper Ciclope zu ihrem neuen Stützpunkt im Arsenal von Venedig geschleppt. Da in den Ansaugstutzen am Heck, über den die Luft für den Ottomotor einströmte, immer wieder Salzwasser eindrang wurde er 1905 mit einem etwa 2 m hohen Ansaugrohr versehen. 1911 wurde eine Funkanlage und eine Antenne installiert.
Als Italien in den Ersten Weltkrieg eintrat war das U-Boot dem IV. U-Boot-Geschwader zugeordnet und stand unter dem Kommando von Kapitänleutnant Alessandro Giaccone. Im Januar 1916 wurde es dem II. U-Boot-Geschwader unterstellt. 1918 wurde es nach Porto Corsini verlegt, um am 29. September 1918 in die Reserve versetzt zu werden. Während es Krieges diente die Delfino hauptsächlich der Ausbildung und Einschiffung von Mannschaften auf U-Booten. Trotzdem diente sie bei 44 Einsätzen zur Küstenverteidigung in Venetien. Am 16. Januar 1919 wurde sie aus dem Marineregister gestrichen und schließlich zum Abbruch verkauft.
Die eigentlich eher zu Versuchszwecken gebaute Delfino erwies sich schließlich als recht gelungene Konstruktion, auf deren Grundlage dann der Marineingenieur Cesare Laurenti ab 1903 in Venedig weitere U-Boote der Glauco-Klasse für die italienische Marine baute. Die Delfino war eines der ersten U-Boote, das über eine Art Periskop und über einen Kreiselkompass verfügte.
Im Juni 1931 stellte die italienische Marine ein U-Boot der Squalo-Klasse in Dienst, das wiederum den Namen Delfino erhielt.

## Erläuterungen und Referenzen
1. ↑  R.Smg. ist die Abkürzung für Regio Sommergibile und Namenspräfix italienischer U-Boote bis 1946. R.Smg.  bedeutet Königliches Tauchboot.
2. ↑  Sommergibili classe "Glauco" bei betasom.it